# Matheus Bahia
Matheus Bahia Santos, noto semplicemente come Matheus Bahia (Salvador, 11 agosto 1999), è un calciatore brasiliano, difensore del Ceará in prestito dal Bahia.

## Caratteristiche tecniche
È un terzino sinistro.

## Carriera
Cresciuto nel settore giovanile del Bahia, debutta in prima squadra il 23 luglio 2020 in occasione dell'incontro del Campionato Baiano perso 1-0 contro l'Atlético de Alagoinhas. L'11 settembre seguente esordisce anche nel Brasileirão giocando titolare nell'incontro casalingo perso 2-0 contro il Grêmio.

## Statistiche
Statistiche aggiornate al 12 dicembre 2020.

### Presenze e reti nei club
| Stagione        | Squadra         | Campionato      | Campionato | Campionato | Coppe nazionali | Coppe nazionali | Coppe nazionali | Coppe continentali | Coppe continentali | Coppe continentali | Altre coppe | Altre coppe | Altre coppe | Totale | Totale | Totale |
| Stagione        | Squadra         | Comp            | Pres       | Reti       | Comp            | Pres            | Reti            | Comp               | Pres               | Reti               | Comp        | Pres        | Reti        | Pres   | Reti   |        |
| --------------- | --------------- | --------------- | ---------- | ---------- | --------------- | --------------- | --------------- | ------------------ | ------------------ | ------------------ | ----------- | ----------- | ----------- | ------ | ------ | ------ |
| 2020            | Bahia           | PD/BA+A         | 1+5        | 0          | CB              | 0               | 0               | CS                 | 2                  | 0                  |             | -           | -           | 8      | 0      |        |
| Totale carriera | Totale carriera | Totale carriera | 6          | 0          |                 | 0               | 0               |                    | 2                  | 0                  |             | -           | -           | 8      | 0      |        |